# 山本保
山本 保（やまもと たもつ、1948年7月10日 - ）は、日本の政治家。日本教育大学院大学客員教授、愛知県政策顧問。教育学修士。
参議院議員（2期）、公明党政務調査会副会長、総務大臣政務官などを歴任した。

## 来歴
- 1948年、愛知県名古屋市に生まれる。名古屋市立八幡小学校、名古屋市立八幡中学校、愛知県立旭丘高等学校を卒業。
- 1972年、名古屋大学農学部林産学科卒業。
- 1977年、東京大学大学院教育学研究科修士課程修了。
- 1982年、東京大学大学院教育学研究科博士課程単位取得。同年、旧厚生省に入省。
- 1986年、旧厚生省児童福祉専門官に就任。
- 1989年、旧文部省「学校不適応対策調査研究協力者会議」委員に就任。
- 1994年、旧厚生省保育指導専門官に就任。
- 1994年、退官。
- 1995年、第17回参議院議員通常選挙愛知県選挙区に新進党公認で初当選。
- 2001年、第19回参議院議員通常選挙愛知県選挙区に公明党公認で再選。
- 2004年、参議院法務委員長に就任。
- 2003年、総務大臣政務官（情報通信、郵政事業の担当[1]）に就任。
- 2007年、同年7月の第21回参議院議員通常選挙愛知県選挙区に公明党公認で立候補するも落選（次点）。
- 2011年、愛知県政策顧問に就任。

## 役職
- 内閣
  - 総務大臣政務官（第2次小泉改造内閣・第3次小泉内閣）
- 参議院
  - 議院運営委員会理事
  - 厚生労働委員会委員
  - 少子高齢社会に関する調査会委員
  - 元法務委員長
- 公明党
  - 政務調査会副会長
  - 参議院政策審議調査会会長代理
  - 東海方面副議長
  - 愛知県本部副代表
  - インターンシップ推進小委員会委員長
- 議員連盟
  - 禁煙推進議員連盟

## 著書
- 『子どもの光る街―山本保の新・福祉論』（エディケーション、1995年2月） ISBN 4900686107
- 『児童虐待―その援助と法制度』（エディケーション、2000年12月、共著） ISBN 4900686247
- 『安心の世紀へ―新しい教育・福祉・生活を考える』（エディケーション、2001年1月） ISBN 4900686255